# سیارک ۵۴۲۵
سیارک ۵۴۲۵ (به انگلیسی: 5425 Vojtech، نامگذاری:1984SA1) پنج هزار و چهارصد و بیست و پنجمین سیارک کشف شده‌است که در ۲۰ سپتامبر ۱۹۸۴ کشف شد.
قدر مطلق سیارک برابر ۱۳٫۱۰ است.